# Fascistische groet

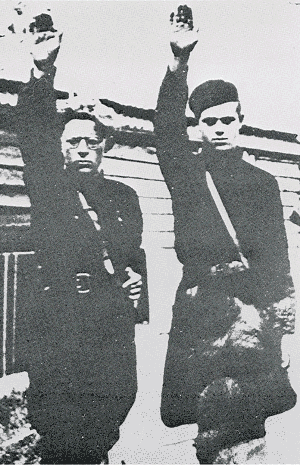
Een jonge Steven Barends (links) brengt de fascistische groet.

De fascistische groet is een groet die door fascisten gebruikt wordt als uiting van hun politiek streven. De groet bestaat uit het heffen van de rechterarm vergezeld wordt met het woordje "Ave" (Latijn voor "gegroet"), of "Heil".
Deze groet werd in Italië ingevoerd door de fascistische dictator Benito Mussolini en in Duitsland door de nazidictator Adolf Hitler.
De groet leeft nog steeds bij de huidige generatie nazi-aanhangers en bij sommige voetbalsupporters, bijvoorbeeld bij SS Lazio dat een zeer grote fascistische kern heeft.
Er wordt soms ten onrechte beweerd dat deze groet geïnspireerd is op de zogenaamde "Romeinse groet". Deze is echter nimmer in het Romeinse Rijk aangewend. Er zijn bijvoorbeeld geen bronnen in de literatuur gevonden die dit staven. Wel zijn er enige afbeeldingen van een officier, die groet met de rechterarm, te vinden op de Zuil van Trajanus in Rome. Er is dan ook geen grond voor de bewering dat de door Mussolini bedachte fascistische groet, de Hitlergroet of de olympische groet navolgingen zijn van daadwerkelijk door de oude Romeinen gebruikte formele begroetingen.
De fascistische groet werd ook in Spanje en in Roemenië gebracht door Falangisten en de IJzeren Garde. Ook de Nederlandse NSB'ers, Vlaamse en Waalse fascisten (rexisten) brachten de fascistische groet.
De groet met de geheven rechterarm is in de 17e of 18e eeuw door toneelspelers bedacht.